# Jacques Natanson
Jacques Joseph Emmanuel Natanson (* 15. Mai 1901 in Asnières-sur-Seine; † 19. Mai 1975 in Le Bugue) war ein französischer Bühnenschriftsteller, Dialog- und Drehbuchautor.

## Leben
Natanson hatte schon in jungen Jahren Theaterluft geschnuppert, als er dem Schauspieler, Regisseur und Erneuerer der französischen Theaterkunst Lugné-Poe als persönlicher Sekretär diente. Kaum 20 Jahre alt, versuchte sich Natanson als Theaterautor und erzielte seit den frühen 20er Jahren Erfolge vor allem mit Boulevardstücken. Zu seinen frühen Werken zählen in den 20er Jahren L'âge heureux, L'enfant truqué, Les Amants saugrenus, Le greluchon délicat, L'infidèle éperdue, Knock Out und Je t'attendais.
Mit Anbruch des Tonfilm-Zeitalters wechselte Natanson zur Kinematographie. Als ausgezeichneter Dialogschreiber gepriesen, wurde Jacques Natanson vor allem für die Dialoge verpflichtet, während er nur selten ganze Drehbücher (und die meist in Zusammenarbeit mit Coautoren) verfasste. 1939 lernte Natanson den Regisseur Max Ophüls kennen und schrieb die Dialoge zu dessen letzten französischen Arbeit vor dem Einmarsch der Deutschen in Frankreich, Von Mayerling bis Sarajewo. Die Kriegsjahre musste der Jude Natanson untertauchen und blieb filmisch inaktiv. 1946 setzte er seine Tätigkeit beim Film fort.
1950 nahm Natanson seine Zusammenarbeit mit dem nach Frankreich heimgekehrten Ophüls auf und beteiligte sich an drei seiner Inszenierungen, zuletzt 1955 bei Lola Montez. 1952 erhielt er eine Oscar-Nominierung für seine Beteiligung am Drehbuch zu Ophüls‘ Der Reigen. Mit dem Tode von Ophüls kehrte Natanson dem Film den Rücken.
Natanson darf nicht verwechselt werden mit einem gleichnamigen Regisseur, der zwischen 1933 und 1935 vier Filme inszenierte.

## Filmografie
als Dialog- bzw. Drehbuchautor, wenn nicht anders angegeben
- 1931: Eine Razzia in Paris (Un soir de rafle)
- 1932: Ne sois pas jalouse
- 1933: Hélène (L‘ordonnance)
- 1933: Une femme au volant
- 1933: Paprika
- 1934: Der falsche Zar von Kasan (Volga en flammes)
- 1934: Incognito
- 1935: Schwarze Augen (Les yeux noirs)
- 1935: Quadrille d‘Amur
- 1936: Michel Strogoff
- 1936: Taras Bulba (Tarass Boulba)
- 1936: Valse éternelle
- 1937: La bataille silencieuse
- 1937: Gebrandmarkt (Forfaiture)
- 1938: Sturm über Asien (Tempête sur l'Asie)
- 1938: Die Zehnte soll es sein (Accord final)
- 1940: Von Mayerling bis Sarajewo (De Mayerling à Sarajevo)
- 1946: Sérénade aux nuages
- 1947: Blick ins Dunkel (Vertiges)
- 1948: Die weiße Nacht (La nuit blanche)
- 1949: Die Nacht der Liebe (Ainsi finit la nuit)
- 1950: Der Reigen
- 1950: Agnès de rien
- 1951: Pläsier
- 1953: Im Schlafsaal der großen Mädchen (Dortoir des grandes)
- 1953: Die Kameliendame (La dame aux camélias)
- 1954: Zur Liebe verdammt (La rage au corps)
- 1955: Lola Montez